# Elimaea macra
Elimaea macra är en insektsart som först beskrevs av Jean Guillaume Audinet Serville 1838.  Elimaea macra ingår i släktet Elimaea och familjen vårtbitare. Inga underarter finns listade i Catalogue of Life.